# NGC 4634
NGC 4634 (również PGC 42707 lub UGC 7875) – galaktyka spiralna z poprzeczką (SBc), znajdująca się w gwiazdozbiorze Warkocza Bereniki. Odkrył ją William Herschel 14 stycznia 1787 roku. Należy do Gromady w Pannie.